# SMS Gneisenau (1906)
Lo SMS Gneisenau fu un incrociatore corazzato che servì la kaiserliche Marine durante la prima guerra mondiale; varato dai cantieri Weser di Brema nel marzo 1906, venne affondato nel 1914 nella battaglia delle Falkland.

## Storia
Il 12 luglio 1908 l'unità venne messa in servizio nella Flotta d'alto mare (Hochseeflotte). Nel 1911 partì per raggiungere la gemella Scharnhorst nella "Squadra navale dell'Estremo Oriente" (Ostasiengeschwader), giungendo a Tsingtao il 14 marzo 1911.
Allo scoppio della prima guerra mondiale, assieme alla Scharnhorst, formava il nerbo della squadra dell'ammiraglio Maximilian von Spee: presenti alla battaglia delle Falkland dell'8 dicembre 1914, ambedue le unità vennero colpite e affondate dai cannoni delle britanniche HMS Invincible ed HMS Inflexible. Vi persero la vita 598 uomini d'equipaggio, tra i quali il figlio del viceammiraglio  Maximilian von Spee, Heinrich (l’altro figlio, Otto, morì invece a bordo del Nürnberg); 187 si salvarono.